# Tricalysia
Tricalysia är ett släkte av måreväxter. Tricalysia ingår i familjen måreväxter.

## Dottertaxa tillTricalysia, i alfabetisk ordning[1]
- Tricalysia achoundongiana
- Tricalysia aciculiflora
- Tricalysia acocantheroides
- Tricalysia allocalyx
- Tricalysia ambrensis
- Tricalysia amplexicaulis
- Tricalysia analamazaotrensis
- Tricalysia angolensis
- Tricalysia anomala
- Tricalysia atherura
- Tricalysia bagshawei
- Tricalysia biafrana
- Tricalysia bifida
- Tricalysia boiviniana
- Tricalysia bridsoniana
- Tricalysia capensis
- Tricalysia congesta
- Tricalysia coriacea
- Tricalysia cryptocalyx
- Tricalysia dauphinensis
- Tricalysia delagoensis
- Tricalysia elegans
- Tricalysia elliottii
- Tricalysia fangana
- Tricalysia faranahensis
- Tricalysia ferorum
- Tricalysia fililoba
- Tricalysia gilchristii
- Tricalysia griseiflora
- Tricalysia hensii
- Tricalysia humbertii
- Tricalysia idiura
- Tricalysia ignota
- Tricalysia jasminiflora
- Tricalysia kivuensis
- Tricalysia landanensis
- Tricalysia lasiodelphys
- Tricalysia ledermannii
- Tricalysia lejolyana
- Tricalysia leucocarpa
- Tricalysia lineariloba
- Tricalysia longipaniculata
- Tricalysia longituba
- Tricalysia madagascariensis
- Tricalysia majungensis
- Tricalysia micrantha
- Tricalysia microphylla
- Tricalysia niamniamensis
- Tricalysia obanensis
- Tricalysia obstetrix
- Tricalysia okelensis
- Tricalysia oligoneura
- Tricalysia orientalis
- Tricalysia pallens
- Tricalysia pangolina
- Tricalysia parva
- Tricalysia patentipilis
- Tricalysia pedicellata
- Tricalysia pedunculosa
- Tricalysia perrieri
- Tricalysia potamogala
- Tricalysia pynaertii
- Tricalysia repens
- Tricalysia reticulata
- Tricalysia revoluta
- Tricalysia schliebenii
- Tricalysia semidecidua
- Tricalysia soyauxii
- Tricalysia subsessilis
- Tricalysia sylvae
- Tricalysia trachycarpa
- Tricalysia vadensis
- Tricalysia vanroechoudtii
- Tricalysia velutina
- Tricalysia verdcourtiana
- Tricalysia wernhamiana
- Tricalysia yangambiensis
- Tricalysia zambesiaca